# Stéphanos Christópoulos
Stéphanos Christópoulos (en grec moderne : Στέφανος Χρηστόπουλος), est un lutteur grec, médaillé de bronze lors des Jeux olympiques d'été de 1896 à Athènes.
Stéphanos Christópoulos participe aux Jeux d'Athènes en lutte gréco-romaine, il dispose de Momcsilló Tapavicza (Hongrie) lors du premier tour, avant de perdre en demi-finale contre le Grec Yeóryios Tsítas.

## Palmarès

### Jeux olympiques
- Jeux olympiques de 1896 à Athènes (Grèce) :
  - Lutte :
    -  Médaille de bronze dans l'épreuve de lutte gréco-romaine.

## Sources
- (en) Cet article est partiellement ou en totalité issu de l’article de Wikipédia en anglais intitulé « Stephanos Christopoulos » (voir la liste des auteurs).